# Principato (diritto)
Il Principato è una forma di governo retta da un principe. 
Nel medioevo, indicava un territorio che godeva di un'autonomia ampia (per esempio il principato di Piemonte) o completa (per esempio il principato di Valacchia), spesso nominalmente subordinato a un re o imperatore. 
Nell'evo moderno, alcuni titoli di rango inferiore (conte, marchese, barone) sono stati elevati al rango di principe da un re o imperatore per aumentare il prestigio dei nobili che li portavano, senza peraltro modificare la subordinazione al sovrano (per esempio i signori di Condé o i signori di Joinville).
I Principati oggi esistenti sono quelli di Monaco, Andorra e Liechtenstein.
Esistono inoltre all'interno dello Stato indonesiano i principati di Pakualaman e Mangkunegaran.

## Esempi
Nel Sacro romano Impero, i principati laici come quello di Hannover e ecclesiastici come il vescovado di Magonza e il patriarcato di Aquileia riconoscevano teoricamente l'autorità dell'imperatore ma erano di fatto autonomi. L'unico rimasto  è quello del Liechtenstein, che è oggi completamente indipendente.
In Francia, il titolo di Principe equivaleva a quello di conte e risultava inferiore a quello di duca. Le signorie dette principati non conferivano il titolo di pari del regno. In Gran Bretagna, l'unico principato è sempre stato quello di Galles, in origine semi-indipendente sotto il potere dell'erede al trono. Nell'Europa orientale (Russia, Ungheria, Romania), i principati potevano essere, a seconda dei periodi, totalmente indipendenti o soggetti a un altro sovrano come il Khan dei mongoli, il Sultano ottomano etc.
Per i Normanni, il Principato aveva il preciso intendimento di sottolineare l'assoluta sovranità del suo Principe, prendendo quasi a modello l'antico concetto di princeps tipico dell'Imperator romano, senza cioè farlo in qualsiasi modo ricadere sotto l'autorità (ancorché solo nominale) del Papato. Fu esattamente questo intento che mosse, ad esempio, Boemondo di Taranto ad istituire per sé e i suoi discendenti un dominio crociato ad Antiochia, senza farlo minimamente dipendere dal benvolere del Papa o dell'Imperatore bizantino. 
Durante la dominazione normanna, nella regione orientale della Campania vi fu il Principato di Salerno, che occupava le attuali provincie di Salerno, Avellino e la maggior parte di Benevento. Il toponimo rimase, ed indicò per lungo tempo l'omonima provincia del Regno di Napoli, divisa tra Citra (Salerno) ed Ultra (Avellino), Benevento esclusa (città di dominio ecclesiastico). Quest'ultima strappò il suo attuale territorio ad Avellino e Caserta in seguito all'Unità d'Italia.
Singolare esempio di principato in Italia è stato il dogado veneto: il Doge (Dux Venetiarum) fin dalle origini assume il controllo civile e religioso sulle terre controllate ed ingaggia varie guerre con il patriarcato di Aquileia controllato dal vescovo di Roma. Con l'arrivo delle spoglie di San Marco evangelista da Alessandria viene istituita la cappella ducale di San Marco (Basilica di San Marco) a cui capo sta il doge. Per tutta la durata della Serenissima il doge esercita prerogative vescovili, presiede alla messa come celebrante, nomina i vescovi della sua diocesi "nullīus" e non teme scomuniche o minacce dal vescovo di Roma. 
Il principe di Venezia non riconosce alcuna autorità a lui superiore e pertanto si considera un vero e proprio imperatore. In occasione della pace tra il vescovo romano e l'imperatore germanico a Venezia, il doge Ziani esercita il ruolo di Imperator romano quale giudice super partes che ricompone i dissidi e favorisce la pace. Da allora in poi avrà diritto a tutti i segni di sacralità che il papa romano esibiva: ombrello, spada, ceri, vessilli, sedia; ma anche a tutta la simbologia imperiale bizantina. È l’unico principe sovrano dell’epoca tardo antica e medievale che realmente detiene il potere civile e religioso sui suoi territori, anticipando il ruolo di capo della chiesa dei re inglesi.
Egli è a capo della chiesa di San Marco e detentore del Patriarcato di Alessandria d'Egitto, del Patriarcato di Costantinopoli e del Patriarcato di Antiochia a seguito della conquista di Costantinopoli durante la quarta crociata. Proprio per la presa di Costantinopoli, tra il 1204 e il 1356 il doge veneziano detiene il titolo di “Dominus quartae partis et dimidiae totius Imperii Romaniae” (Signore assoluto di un quarto e mezzo dell'Impero di Romània) come un vero e proprio Imperatore Romano (“princeps ac imperator rei publicae venetiarum”) e legittimo successore al deposto imperatore bizantino. Infatti l’imperatore latino di Costantinopoli Baldovino Conte di Fiandra riceve molto meno nella spartizione dell’impero: il Doge Enrico Dandolo ottiene oltre la metà di tutte le ricchezze bizantine, e si assegna la chiesa di Santa Sofia e tutto il quartiere circostante.  Tutti i feudatari erano tenuti alla fedeltà nei confronti dell'imperatore latino, ma non il principe Veneto che era stato indicato inizialmente come il vero imperatore da nominare.

## Ambito islamico
Del tutto inesatto assimilare invece l'Emirato al Principato. Il termine arabo amīr (in arabo أمير‎?), infatti, sottolinea il semplice (anche se fondamentale) diritto di impartire ordini che i suoi sudditi hanno il dovere di eseguire senza indugio. Il principio della primazia è del tutto assente. L'espressione quindi Amīr al-Muʾminīn, spesso malamente tradotta "Principe dei Credenti", deve assai più propriamente essere tradotta come "Comandante dei Credenti", con la sottolineatura che il Califfo ha diritto di vedersi ubbidire, anche se gli manca (come in effetti regolarmente gli mancò) qualsiasi aura di supremazia giuridica o spirituale.